# La mirada del ángel
El ángel que nos mira o La mirada del ángel (en inglés: Look Homeward, Angel: A Story of the Buried Life) es una novela escrita en 1929 por Thomas Wolfe. Es la primera novela de Wolfe y es considerada como una obra altamente autobiografica del género coming-of-age. El personaje de Eugene Gant es generalmente aceptado como una versión del propio Wolfe. La novela hace un fugaz recuento de los primeros años del padre de Eugene, pero principalmente cubre el intervalo de tiempo entre el nacimiento de Eugene en 1900 hasta su partida definitiva de casa a la edad de 19 años. Está ambientada en una versión ficticia de su pueblo natal Asheville, Carolina del Norte, el cual es llamado Altamont, Catawba, en la novela.

## Génesis y publicación de la historia

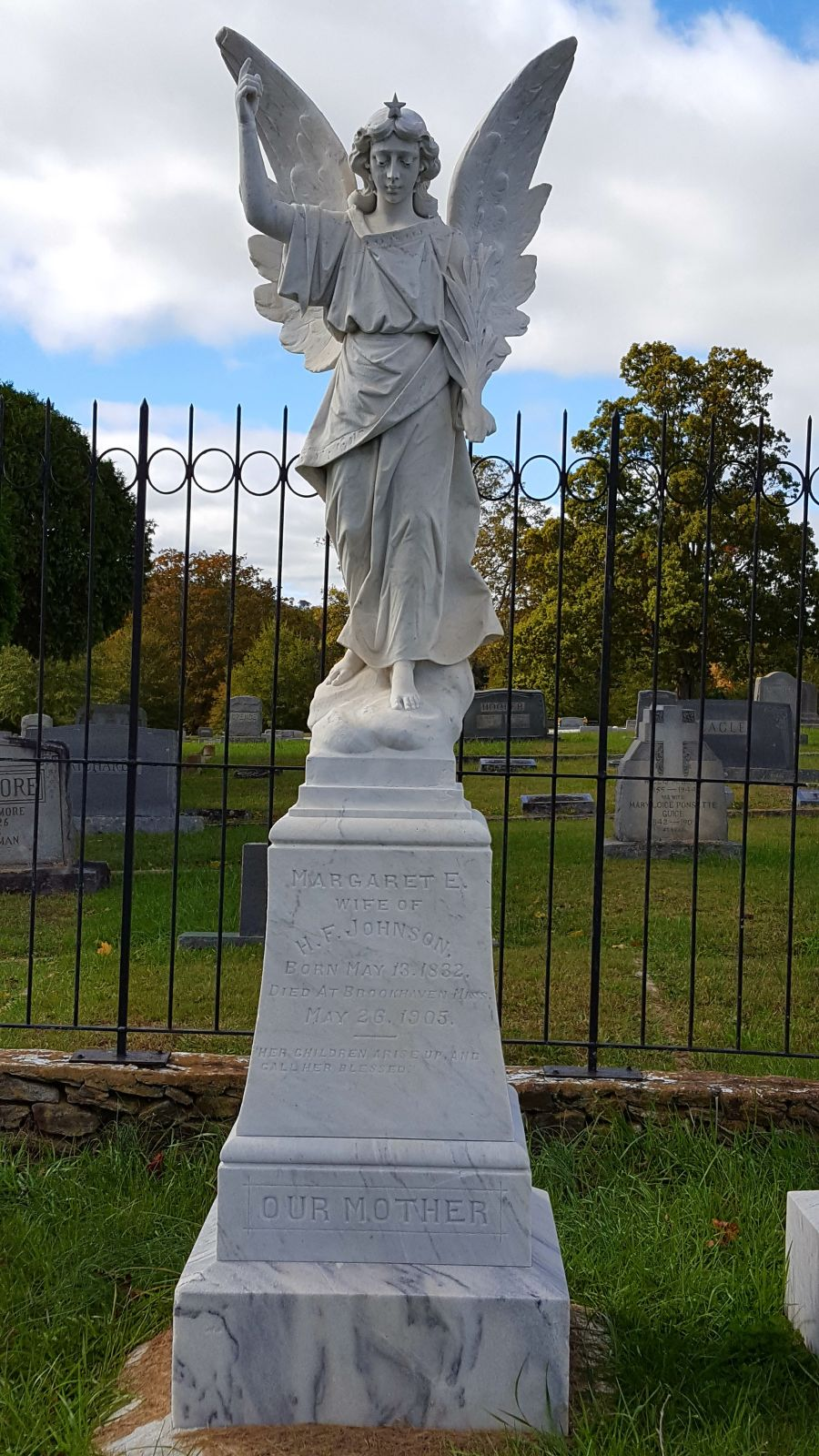
Inspiración para La mirada del ángel en el cementerio Oakdale, en Hendersonville, NC

El padre de Wolfe, William Oliver Wolfe, ordenó una estatua de un ángel desde Nueva York y fue utilizada por años en el escultura para jardín en la tienda de monumentos de la familia en Patton Avenue. William Wolfe vendió la estatua a una familia en Hendersonville, North Carolina in 1906. Luego, el ángel fue trasladado al cementerio Oakdale, el cual es el cementerio de dicho pueblo. La pensión dirigida por la madre de Eugene Gant, basada en una dirigida por la madre de Wolfe, ha sido llamada "la pensión más famosa de la ficción estadounidense".
El título de la novela de Thomas Wolfe proviene del poema "Lycidas" de John Milton.

## Trama
El libro está dividido en tres partes, con un total de cuarenta capítulos. Las primeras 90 páginas del libro tratan de una biografía temprana de los padres de Gant, muy estrechamente basada en la historia real de la madre y el padre de Wolfe. Comienza con la decisión de su padre, Oliver, de convertirse en cortador de piedra después de ver una estatua de un ángel de piedra.

### Primera parte
El primer matrimonio de Oliver Gant, padre del protagonista, Eugene, acaba en tragedia, tras lo cual Oliver se convierte en alcohólico; la batalla contra el alcoholismo sigue siendo la mayor lucha de su vida. Eventualmente se vuelve a casar, construye un nuevo hogar y forma una familia. Sin embargo, la pareja se ve acosada por la tragedia: su primera hija muere de cólera en la infancia, mientras que otros dos bebés mueren al nacer. A raíz de estas pérdidas, un Oliver desestabilizado es enviado a Richmond para una "cura" con poco éxito. Regresa a casa para abusar de su familia, a veces amenazando con matar a su segunda esposa Eliza (la madre de Eugene Gant). Sin embargo, la pareja permanece junta y tiene un total de seis hijos sobrevivientes, el mayor nacido en 1894.
El nacimiento de Eugene sigue a un parto difícil durante el cual su padre, Oliver, está borracho en el piso de abajo. No obstante, Oliver Gant forma un vínculo especial con su hijo, Eugene, desde el principio. Comienza a controlar su forma de beber, con atracones ocasionales menos frecuentes, aunque su matrimonio se vuelve tenso a medida que la paciencia de Eliza con él disminuye. En el quinto capítulo ya no duermen en el mismo dormitorio.
A pesar de sus defectos, Oliver Gant es la piedra angular de la familia; lee a Shakespeare, hace que su hija Helen lea poesía y mantiene grandes fogatas encendidas en la casa como símbolo de calidez para la familia. Su entusiasmo es la fuente de energía y fuerza para la familia. Incluso sus furiosas diatribas contra su esposa mantienen el ritmo de la vida doméstica. Cuando Eugene tiene seis años y comienza la escuela, Oliver viaja a California por última vez, regresando a casa para la alegría de su familia. La educación temprana de Eugene incluye varios enfrentamientos con los maestros, pero le encantan los libros y es brillante, para orgullo de sus padres. Su madre continúa cuidándolo, sin querer verlo crecer; ella no le corta el pelo, a pesar de que los otros chicos se burlan de él por su longitud.

### Segunda parte
Eugene gana un concurso de escritura y es elegido para asistir a la escuela Altamont Fitting. La escuela está dirigida por John y Margaret Leonard. Aquí, Eugene comienza su educación clásica. La pensión de su madre, Eliza, Dixieland, está pagada y ella sigue invirtiendo. Los hermanos de Eugene viajan y experimentan tanto el éxito como el fracaso en sus diversas empresas. Oliver vende el ángel de piedra al dueño de un burdel local. Eugene se avergüenza de sus primeras experiencias sexuales. Trabaja en el periódico de su hermano, Ben, mientras continúa estudiando a Shakespeare y la poesía romántica. La Primera Guerra Mundial está en marcha. Ben es diagnosticado con cáncer de pulmón en Baltimore. A pesar del consejo de Leonard de esperar, Eugene asistirá a UNC por insistencia de Oliver.
La segunda parte trata principalmente de la educación de Eugene, tanto desde el punto de vista académico como de la experiencia de la vida real. Es albergado por el nuevo director de la escuela John Dorsey Leonard y su esposa Margaret. Forman una academia de preparación universitaria y agregan a Eugene a la población estudiantil a un costo de $100 dólares por año, proporcionados a regañadientes por Eliza. Aprende los conceptos básicos de ambos, pero Margaret le pide que se sumerja en la poesía y el teatro antiguo. Se convierte en un hijo para ambos.
El hijo mayor de Gant, Stevie, es un fanfarrón y un empresario emprendedor, aunque con dientes podridos y dolorosos. El hijo menor, Luke, a excepción de la dolencia dental, parece estar siguiendo sus pasos, ambos estafadores y buscavidas. El hermano amable, gentil y melancólico, Ben, crece cerca de Eugene y lo cuida.
Debido a las sabias inversiónes en la progresión del desarrollo de la ciudad, los Gant en 1912 acumulan unos 100.000 dólares. Los episodios de Oliver con problemas de próstata culminan con una cirugía detenida cuando se le diagnostica un cáncer terminal. La hija Helen comienza una carrera de giras y canto, alejándose de su cercanía con Oliver. Eliza se muda permanentemente a Dixieland, su pensión. Gant vende uno de sus ángeles como monumento funerario.
Comienza la Primera Guerra Mundial, pero Ben es rechazado físicamente. Eugene tiene unas vacaciones con acompañante en Charleston y casi pierde su virginidad. Participa como el príncipe Hal en un festival de Shakespeare fallido. Helen se casa con Hugh Barton.
Oliver afirma que financiará la educación universitaria de Eugene, pero solo en la Universidad Estatal, para disgusto y decepción de los Leonard.

### Tercera parte
Eugene comienza su educación en la UNC cuando era un adolescente, alienado y fuera de lugar. Se convierte en el blanco de las bromas pesadas de los compañeros mayores. Trabaja duro para participar activamente en actividades extracurriculares, incluido el club de debate y la asociación de filosofía. Después de su primer año, el verano de Eugene en Altamont está marcado por su enamoramiento de una inquilina de 21 años, Laura James, en la pensión de su madre. Eugene se obsesionó con Laura y, al final del verano, ella le dice que está comprometida para casarse con un hombre en Norfolk, Virginia. Eugene cae en un miedo que lo persigue durante otros dos años. El padre se somete a tratamientos de radiación en el Hospital de la Universidad Johns Hopkins en Baltimore porque la familia Gant opera con la convicción de que solo esa institución médica estaba calificada para brindar atención médica competente. (Cuando el propio Wolfe se enfermó en 1938, la familia insistió en que lo enviaran a Baltimore para recibir tratamiento en el único centro en el que confiaba la familia). Eugene regresa a la UNC y se involucra mucho en actividades académicas, incluido el cargo de editor del periódico escolar, la revista literaria y la publicación de poesía. Se une a un seminario de escritores de teatro y logra elogios. Su reputación en el campus era la de un excéntrico humoristao que a su vez lo hizo más divertido y querido. Sin embargo, debajo de esta imagen exterior había un joven intensamente sensible, solitario e hiperemocional. En la primavera de 1918, su compañero de cuarto murió inesperadamente de una enfermedad cardíaca, lo que provocó que Eugene se volviera loco. Luego, en el verano de 1918, Eugene trabajó en los astilleros de Norfolk, con la esperanza de ganar dinero extra para el próximo año escolar, pero en cambio se convierte en una pesadilla al estar viviendo sin hogar y hambriento durante la mayor parte del verano. Después de regresar a UNC en el otoño de 1918, su madre lo llama para que regrese a casa de inmediato porque el hermano Ben está casi en coma debido a una neumonía. La biógrafa de Thomas Wolfe, Elizabeth Nowell, dijo que la descripción de Wolfe de la muerte de Ben fue el mejor escrito de su carrera. Eugene regresa a la UNC y completa sus estudios. Su mentor, el profesor de inglés Vergil Weldon, siguiendo el modelo del mentor de Wolfe, Horace Williams, y alienta a Eugene a postularse a Harvard para realizar estudios de posgrado. Le cuenta a su madre sus planes; ella le ruega que se quede en Carolina del Norte y trabaje para un periódico. Eugene le dice a Eliza que tiene un destino en otro lugar y que no puede ser encerrado en un pequeño pueblo de montaña en Carolina del Norte.